# Arnborg-Rind Kommune
Arnborg-Rind Kommune var en landkommune i Hammerum Herred i Ringkøbing Amt.

## Administrativ historik
Kommunen blev dannet ved en sammenlægning af kommunerne Arnborg og Rind den 1. april 1967.
Den blev opløst som følge af kommunalreformen i 1970 og indlemmet i Herning Kommune pr. 1. april 1970.